# Mago-Halmi Tesserae
Le Mago-Halmi Tesserae sono una struttura geologica della superficie di Venere.